# Mzdowo
Mzdowo is een plaats in het Poolse district  Słupski, woiwodschap Pommeren. De plaats maakt deel uit van de gemeente Kępice en telt 105 inwoners.